# Halocnemum
Halocnemum é um género botânico pertencente à família Amaranthaceae.

## Espécies
- Halocnemum arbuscula
- Halocnemum ausralasicum
- Halocnemum caspicum
- Halocnemum caspicum
  - Halocnemum caspicum var. belangerianum
- Halocnemum cinereum
- Halocnemum foliatum
- Halocnemum monandrum
- Halocnemum ritterianum
- Halocnemum strobilaceum